# Бойчук Андрій Прокопович
Андр́ій Пр́окопович Бойч́ук (20 жовтня 1918, с. Бугруватка (тепер Світловодського району Кіровоградська область), Українська Народна Республіка — 30 квітня 1985, м. Кіровоград, УРСР, СРСР) — радянський український науковець, літератор, педагог, професор, кандидат філологічних наук. Проректор, завідувач кафедри української літератури в Кіровоградському педінституті. Автор книги «Українська сатира другої половини XIX століття» (1972).

## Життєпис
Закінчив політпросвітній технікум в Олександрії та Кіровоградський педінститут у 1949 році, аспірантуру та докторантуру. 
Працював завідувачем клубу, учителем, потім завідувачем кафедри української літератури в Кіровоградському педінституті.

## Доробок
- Бойчук Андрій Прокопович До питання про зв’язки Михайла Коцюбинського з Галичиною / А. П. Бойчук // Наукові записки КДПІ імені О. С. Пушкіна / гол. ред. кол. Ф. Г. Овчаренко; ред. А. П. Бойчук та ін. — Кіровоград: Облдрукарня, 1959. — Т. VIII. — С. 97—104.